# Serri
Serri (tiếng Latinh: Biora) là đô thị ở tỉnh Sud Sardegna, vùng Sardegna của Ý, có vị trí cách khoảng 50 km về phía bắc của Cagliari. Đến thời điểm ngày 31 tháng 12 năm 2004, đô thị này có dân số 725 và diện tích là 19,1 km².
Serri giáp các đô thị: Escolca, Gergei, Isili, Mandas, Nurri.